# Dunkerque-i csata
A dunkerque-i csata a második világháború egy nagy ütközete volt 1940. május 26. és június 4. között. A harcoló felek a La Manche csatorna partján védekezésbe kényszerült francia–brit szövetség, illetve a Harmadik Birodalom Belgiumba betörő csapatai voltak. A csatához szorosan kötődik a brit Dinamó hadművelet, azaz a dunkerque-i evakuáció, melynek keretében 338 000 szövetséges katonát menekítettek a Csatorna túlpartjára.

## Háttér
1940. május 10-én a nyugati fronton véget ért az úgynevezett furcsa háború. A német A Hadseregcsoport (Heeresgruppe A, HGr A) betört Belgiumba és Luxemburgba, gyors páncélososzlopai az Ardenneken át mélyen előrenyomultak a francia–belga határvidéken. Ettől északkeletre a B Hadseregcsoport (Heeresgruppe B, HGr B) rövid harcokban elfoglalta egész Hollandiát és előrenyomult Brüsszel térségébe.

A szövetséges csapatok bekerítése Flandriában 1940 tavaszán

A brit Expedíciós Hadsereg, illetve az 1. és 7. Francia Hadsereg Belgium nyugati részébe vonult be, hogy ott védekező állásokat foglaljon el a németek ellenében. A német támadóék Arras mellett május 20-án szétverte a brit és francia páncélos erőket, majd egy nappal később Abbeville térségében kijutott az Atlanti-óceán partjára, kettévágva ezzel a frontvonalat. Mindezt úgy hajtották végre, hogy nem szenvedtek nagy hiányt üzemanyagban, munícióban, egyéb ellátmányban, a harckocsijaiknak legalább a fele ott haladt az első vonalban, a sérült páncélosok is csak kisebb javításra szorultak. A brit–francia szövetség főerői a frontvonaltól északra rekedtek. Már május 16-án Gerd von Rundstedt tábornok Hitlerrel együtt megkongatta a vészharangot. Május 17-én utasítást küldtek Guderiannak, hogy álljon meg Montcornet-nél. Guderian lemondott, helyére Ewald von Kleistet nevezték ki. Május 21-én időt pazaroltak el, mivel egyfolytában a déli szárny miatt aggódtak (mely soha nem volt kitéve komoly fenyegetésnek). Május 22-én a németek ostrom alá vették Calais-t, május 24-én pedig a német páncélosok már Dunkerque külterületén voltak. Ekkorra Hitler parancsnokai kifejezett ellenvetése ellenére leállíttatta a Wehrmacht előrenyomulását, meghiúsítván ezzel a brit erők teljes megsemmisítését. A furcsa parancs a mai napig Hitler legvitatottabb utasításainak egyike. Egyik oka lehetett, hogy a páncélosok túlságosan előre törve védelem nélkül maradtak, és a gyorsan megnyúlt utánpótlási vonalakkal könnyen gond lehet. A másik magyarázat szerint Hitler Hermann Göringnek akarta gyakorlatozásra átadni a helyzetet, mivel Göring azt ígérte, majd a Luftwaffe elintézi a dolgot.

## A lángoló hídfő
Lord Gort, a Brit Expedíciós hadsereg parancsnoka 1940. május 26-án elrendelte a brit erők kimenekítését Franciaországból. Az evakuálásra váró brit erőknek a parancs szerint a Dunkerque melletti partszakaszon kellett gyülekezniük. A zóna védelmét az utolsó brit evakuálásáig kellett folytatni. A Dinamó hadművelet május 26-án vette kezdetét.

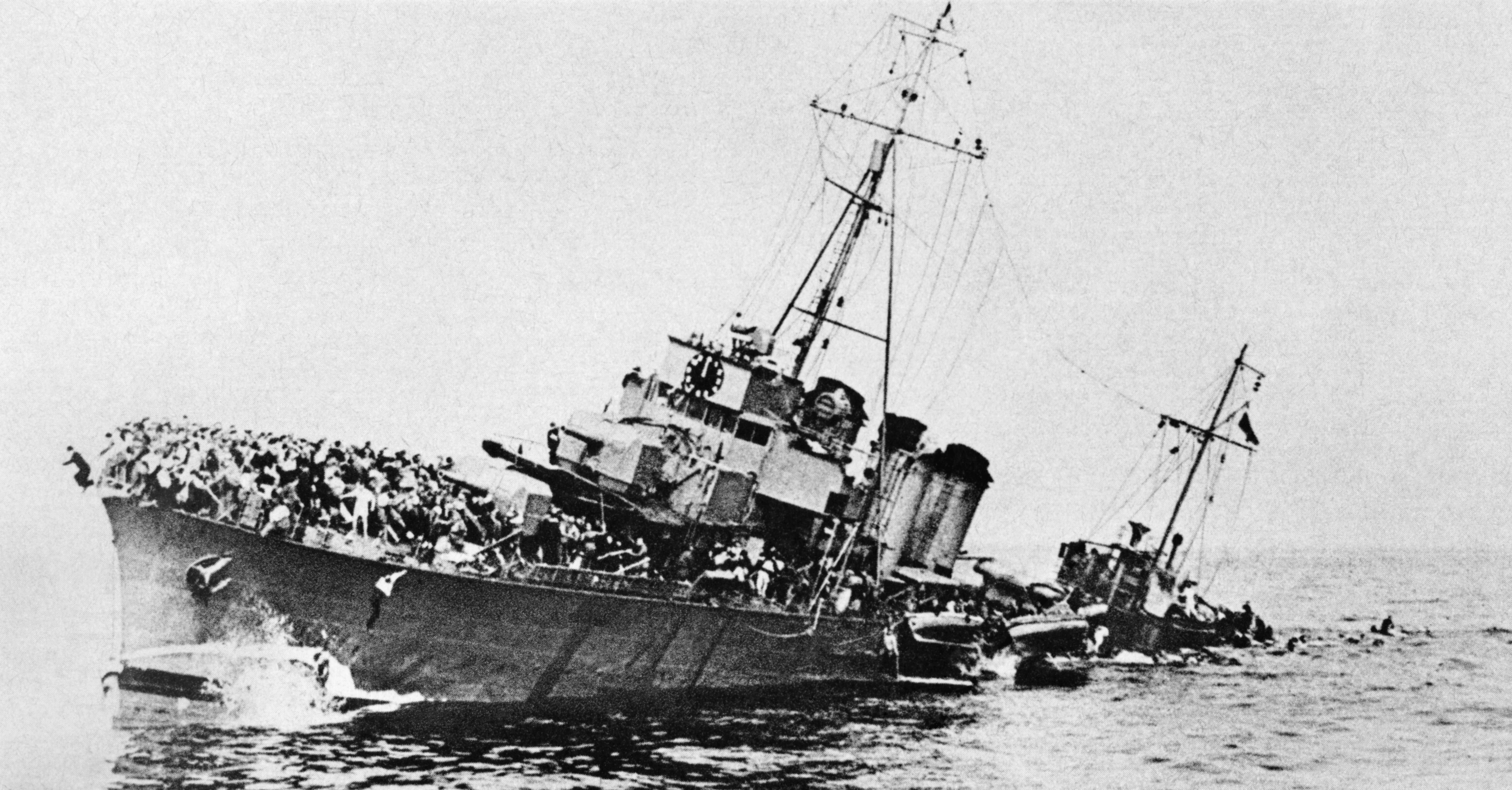
A süllyedő Bourrasque romboló, 1940. május 30.

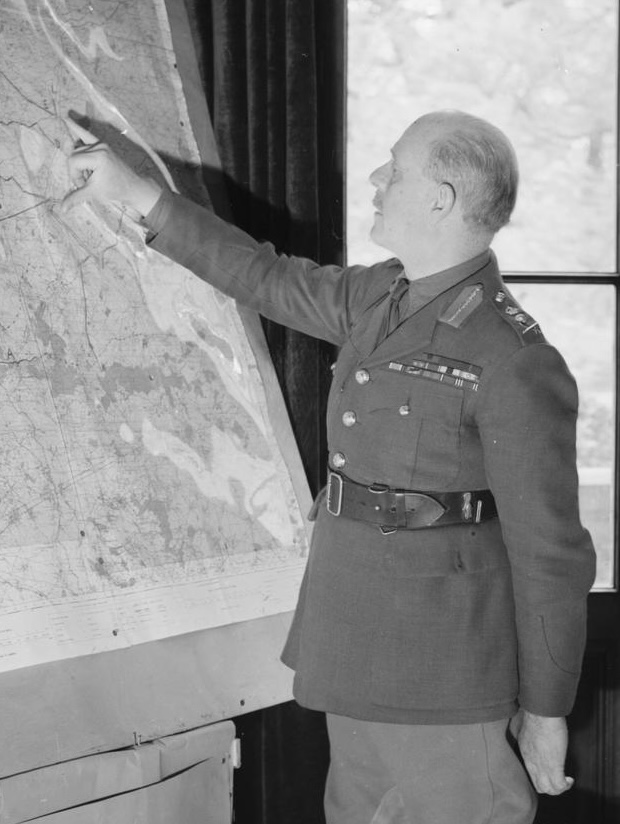
Lord Gort a Brit Expedíciós Hadsereg parancsnoka, 1939. november 26.

A hadsereg evakuálására Nagy-Britannia teljes honi hadiflottáját mozgósította. A hadihajók mellett halászhajók, a Temze kishajói, bárkák, jachtok is részt vettek a műveletben. A hajók fogadására teherautókból ideiglenes mólókat emeltek a tengerparton.
Május 28-án a belga hadsereg letette a fegyvert. Ugyanezen a napon Adolf Hitler módosítván korábbi utasítását, parancsot adott a Dunkerque környékén rekedt szövetséges hadseregek megsemmisítésére. A Wehrmacht és a Luftwaffe támadásai nyomán a szövetségesek által birtokolt terület egy 5 kilométer széles tengerparti sávra zsugorodott. A bombázások kiterjedtek Dunkerque kikötőjére, a partvidéken összeszorult katonákra és a brit hajókra.
Az evakuálás folyamán kimenekítették a teljes brit hadsereget, illetve a francia, belga hadsereg egyes alakulatait. Az evakuálás 9 napja alatt 338 000 szövetséges katona menekült el Európából. Teljesen megsemmisült, vagy a németek kezére jutott a kimenekített katonák fegyverzete, hadianyagai és járműállománya. Elsüllyedt a brit flotta 9 rombolója és több mint 200 kisebb hajója. A dűnéken 32 000 szövetséges katona holtteste maradt.
1940. június 4-én a németek elfoglalták Dunkerque-et, a védekező szövetséges seregek maradványai (36 000 fő) pedig megadták magukat.

## Következmények
A dunkerque-i csatában megsemmisültek a szövetséges hatalmak főerői. Franciaország elveszítette hadseregének legütőképesebb alakulatait. A csata után hitét vesztett Franciaország gyakorlatilag nyitva állt a német hadak előtt. Nagy-Britannia súlyos, de nem megsemmisítő vereséget szenvedett a csatában, a Dinamó hadművelet során evakuált 338 000 katonát pedig rövid időn belül sikerült ellenállásra képes új hadsereggé fejleszteni. Németország – bár győzött – időt veszített. A Dunkerque-nél elvesztegetett pár nap elég volt ahhoz, hogy Anglia lélegzetvételnyi szünethez jusson. Németország pedig készült a Seelöwe hadművelet végrehajtására.